# Центр космічних досліджень Польської академії наук
Центр космічних досліджень Польської академії наук (ЦКД, Centrum Badań Kosmicznych, CBK) — науковий інститут у складі Польської академії наук, розташований у Варшаві. Станом на 2021 рік у ЦКД працювало 227 співробітників.

## Історія
ЦКД був створений рішенням Президії Польської академії наук 29 вересня 1976 року і розпочав свою діяльність 1 квітня 1977 року.
З 1991 року центр співпрацює з Європейським космічним агентством (ЄКА). З моменту приєднання Польщі до структур ЄКА у 2012 році ЦКД є головною організацією, яка координує діяльність польських компаній космічної галузі в межах проєктів ЄКА.

## Структура
До складу ЦКД також входять:
- Відділ фізики Сонця у Вроцлаві
- Астрогеодинамічна обсерваторія в Борувці біля Познані
- Науковий центр космічних досліджень у Валбжиху
- Група фізики плазми в Півницькій астрономічній обсерваторії біля Торуня

## Діяльність
Основна діяльність ЦКД пов'язана з дослідженнями тіл Сонячної системи, навколоземного простору та Землі з використанням космічних технологій і супутникової техніки. ЦКД співпрацює з найбільшими світовими установами у сфері освоєння космосу, в т. ч. проводить власні експерименти в рамках місій НАСА та ЄКА, співпрацює, зокрема, з Національним центром просторових досліджень, JPL NASA Center, Принстонським університетом та багатьма іншими.
У ЦКД розроблено понад 70 дослідницьких приладів, відправлених в космос на борту супутників і міжпланетних зондів, напр. IBEX, Solar Orbiter, «Чен'е-4», InSight, «Гершель», «Коронас-Фотон», «Розетта», «Марс-експрес» і «Кассіні — Гюйгенс»; тут також були побудовані перші польські наукові супутники «Лем» і «Гевелій».

## Останні проєкти
ЦКД бере участь, серед іншого, у проєктах Galileo, EGNOS та BRITE. У 2001 році на борту марсіанського зонда «Фобос-Ґрунт» літав сконструйований інститутом прилад під назвою «CHOMIK» (геологічний пенетратор), але через поломку ракети його місія закінчилася невдачею.

### BRITE-PL
Частина канадсько-австро-польського проєкту, в рамках якого побудовано й виведено на орбіту 6 супутників (два канадських, два австрійських і два польських), які утворили літаючу групу на висоті 800 км. Їхнє завдання полягає в проведенні точних і одночасних фотометричних вимірювань кількох сотень найяскравіших змінних зір протягом кількох років. Польські супутники важать близько 6 кг і мають форму куба зі стороною 20 см (технологія CubeSat). Встановлені на супутниках ширококутні камери отримують зображення зір. Перший супутник «Лем» був запущений у листопаді 2013 року, а другий «Гевелій» — у серпні 2014 року.

### IMAP/GLOWS
ЦКД розробляє інструмент GLOWS, тобто GLObal solar Wind Structure, фотометр для спостереження флуоресцентного світіння геліосферного водню в Сонячній системі. Дані, отримані за допомогою фотометра, дозволять вивчити залежність потоку сонячного вітру від геліографічної широти та розподілу міжзоряного водню в міжпланетному просторі.
GLOWS має стати одним із десяти інструментів на борту американської космічної місії IMAP, ціллю якої є дослідження процесів в геліосфері: прискорення енергійних частинок і взаємодії сонячного вітру з місцевим міжзоряним середовищем.

### JUICE
Місія JUpiter ICy moons Explorer (JUICE) досліджуватиме газовий гігант Юпітер та його найбільші супутники за допомогою 11 наукових інструментів. Два з них — польські експерименти: плазмові та радіохвилі та субміліметрові хвилі, розроблені за участі Центру космічних досліджень Польської академії наук.
Радіоексперимент RPWI має перевірити вплив сильного електромагнітного поля Юпітера на його супутники Ганімед і Європу, а другий інструмент — SWI — має використовуватися для спостереження субміліметрових хвиль, згенерованих збудженими молекулами в атмосфері Юпітера, а також для спостереження за випромінюванням поверхонь і атмосфер Ганімеда, Європи та Каллісто.

### PROBA-3
Місія Європейського космічного агентства, метою якої є отримання польоту в виключно точному складі. Тандем супутників, що рухаються у фіксованій формі, має створити найдовший у світі коронограф, що дасть змогу точно досліджувати сонячну корону. ЦКД у рамках місії PROBA-3 проєктує та будує так званий Coronagraph Control Box — бортовий комп'ютер, який є центральною частиною одного із супутників, а також систему фільтрів, так звану Filter Wheel Assembly.

## Аспірантура
У вересні 2020 року Центру космічних досліджень надали право присуджувати ступені доктора філософії в галузі інженерно-технічних наук за дисциплінами автоматичне керування, електроніка та електротехніка. Він також уповноважений робити габілітацію в галузі точних і природничих наук за спеціальністю «Науки про Землю та навколишнє середовище».